# Израильско-кенийские отношения
Израильско-кенийские отношения — настоящие и исторические двусторонние дипломатические, торговые, экономические и другие отношения между Кенией и Израилем. Две страны установили дипломатические отношения в декабре 1963 года. У Израиля есть посольство в Найроби, а у Кении есть посольство в Тель-Авиве. Посол Израиля в Кении — Гиль Хескель.

## История

### Ранние годы
Начиная с 1903 года по Британской Угандийской Программе территория, которая тогда была частью Уганды, а сегодня находится под суверенитетом Кении, планировалась для передачи под создание еврейского государства (англ.).

### 1962-75

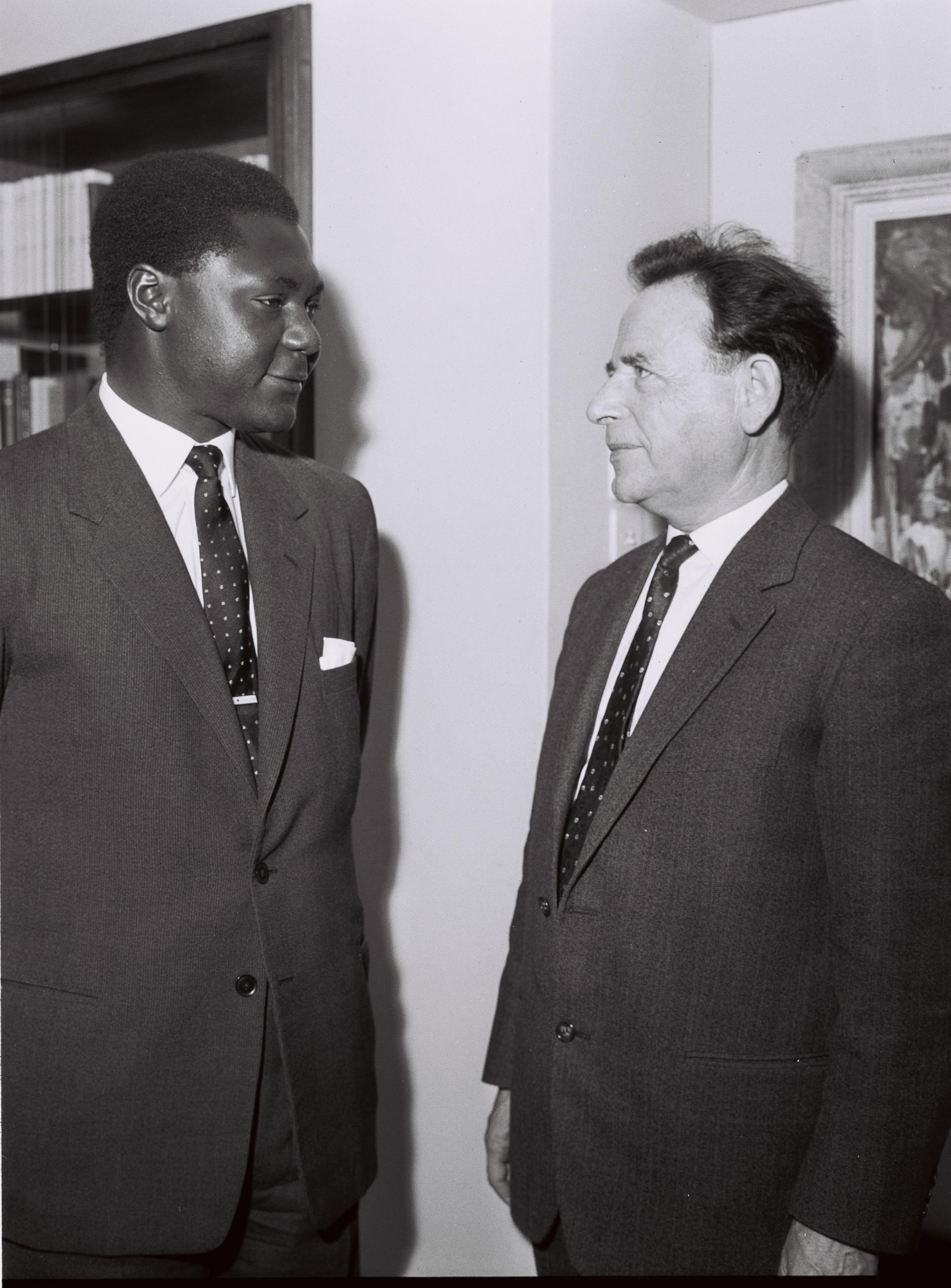
Кенийский политик Том Мбойя, генсек Национального союза африканцев Кении (КАНУ), встречается с секретарем израильского объединения профсоюзов «Гистадрут» Аароном Бекером (январь 1962 года)

В январе 1962 года кенийский политик Том Мбойя, генеральный секретарь Национального союза африканцев Кении (КАНУ) встретился с генеральным секретарем израильского «Гистадрута», Аароном Бекером.
В декабре 1963 года Голда Меир, в ту пору министр иностранных дел Израиля, встречалась с кенийским премьер-министром Джомо Кениата. Во время этой поездки Меир и Кениата заложили камень в основание здания израильского посольства в Найроби. Израиль согласился обучать кенийцев в области сельского хозяйства и медицине по программе МАШАВ, согласно которой кенийские студенты прилетали на обучение в Израиль.
В 1973 году дипломатические отношения между двумя странами были заморожены из-за Войны Судного дня.

### 1976-86
Кенийский государственный чиновник Брюс Маккензи убедил президента Кении Джомо Кеньятту разрешить агентам Моссада собирать информацию до операции «Энтеббе» в 1976 году. Кроме того, израильским военно-воздушным силам было предоставлено разрешение на использование аэропорта в Найроби. Президент Уганды Иди Амин позже распорядился убить Маккензи. Глава службы разведки «Моссад» Меир Амит позже посадил лес в Израиле, который был назван в честь Маккензи.
В 1979 году Абдалла Мвидау, представитель группы Момбаса-Юг в кенийском парламенте провел информационную кампанию среди мусульман, проживающих в США, в которой он высоко оценил помощь Израиля в развитии африканских стран и особенно в образовании мусульман в Кении. Его политические соперники во главе с Шарифом Кассиром осудили эти действия, назвав Мвидау «сионистским агентом».

### 1987—2001
Возобновление дипотношений было обсуждалось в 1987 году с кенийским президентом Даниелем Мои израильским премьером Ицхаком Шамиром; отношения были восстановлены в 1988 году. В 1989 году израильский министр иностранных дел Моше Аренс посетил Кению для подписания пакта о сотрудничестве.
Ирригационный проект «Kibwezi» в 1991 году стал одной из совместных программ, осуществленных двумя странами. В 1996 году проект состоял из 40 га земель на экспериментальной ирригационной ферме на плато Ятта.

### 2002 — настоящее время

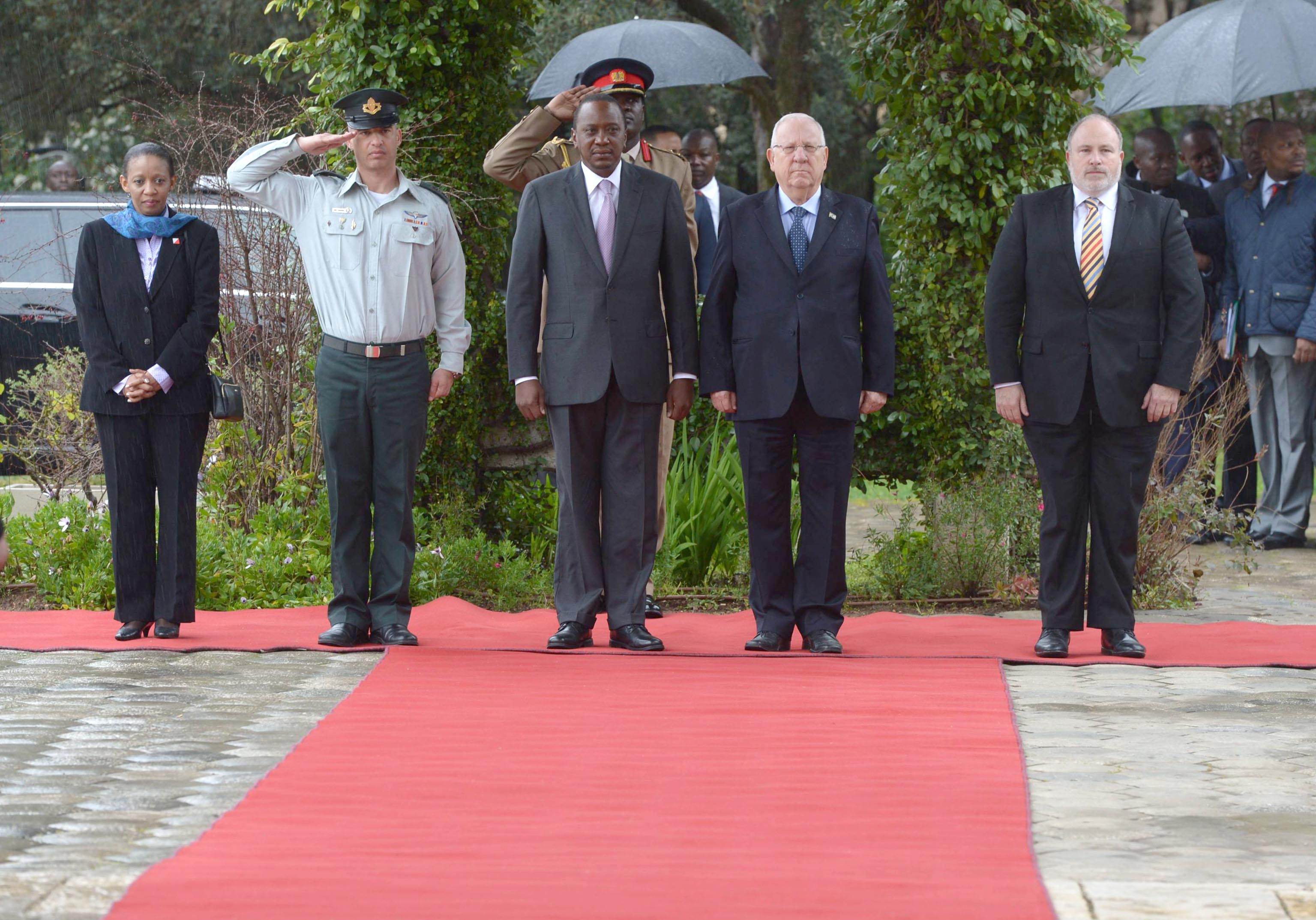
Ухуру Кениата в Израиле с израильским президентом Реувеном Ривлиным, февраль 2016 года

Во время теракта в Момбасе террористы-самоубийцы атаковали вход отеля «Paradise Hotel», которым владели израильтяне. 15 человек погибли, трое из них — израильтяне, когда начинённая взрывчаткой машина взорвалась прямо перед входом в лобби отеля. Террористы также запустили две ракеты с переносных ручных установок по израильскому самолёту, который только поднялся в воздух в аэропорту Момбасы с 264 пассажирами на борту. После этих событий Израиль эвакуировал своих граждан из Кении.
В конце июля 2017 года в Израиль прибыли 120 кенийских студентов для обучения в международном центре сельскохозяйственных наук в Араве по 11-месячной программе. Всего согласно подписанному в 2016 году шестилетнему соглашению между президентом Кениатой и премьером Нетаньягу в Израиле должны пройти обучение 1000 кенийских студентов. Программа обучения организуется совместно с организацией МАШАВ.
В последнюю неделю ноября 2017 года глава израильского правительства Нетаньяху посетил церемонию инаугурации переизбранного в августе того же года кенийского президента Ухуру Кениаты. Он присутствовал на торжественном обеде, однако пропустил само официальное мероприятие, запрет на участие в котором наложила общая служба безопасности Израиля (ШАБАК) из-за того, что оно проходило на стадионе. Кроме того, Нетаньяху встретился с главами других африканских государств в рамках своего визита. Это второй визит Нетаньяху в Кению за последние два года.
В августе 2019 года 96 кенийских студентов прибыли в Израиль для обучения и прохождения 11-месячной стажировки в сфере управления водными ресурсами на базе Международного центра сельскохозяйственной подготовки в Араве.
В июле 2023 года глава МИД Израиля Эли Коэн посетил Кению с официальным визитом. В Найроби Коэн принял участие во встречи международной межправительственной организации «Африканский союз». Коэн встречался с главой МИД Кении Альфредом Мутуа и с президентом Кении Уильямом Руто. Кроме того, Кения стала площадкой переговоров между израильской делегацией и неназванной мусульманской страной, не имеющей дипломатических отношений с Израилем.

## Экономика и торговля
В период с 1970 по 1973 год израильский экспорт в Кению составлял $2,8-4,2 млн. Кенийский экспорт в Израиль за тот же период составил $1,0-1,7 млн. К 2011 году, согласно данным, опубликованным кенийским министром торговли Али Мваквере, торговля между двумя странами выросла до $150 млн. Израиль экспортирует готовую продукцию, как, например, с/х машины, ирригационное оборудование и медицинское оборудование в Кению, а Кения экспортирует сырье, такое как: пищевые продукты и материалы. В 2012 году уровень торговли между двумя странами составлял $139 млн, 8 % от всего объёма израильской торговли с Африкой.
В мае 2022 года обе страны подписали соглашение об укреплении экономического сотрудничества. Документ был подписан по итогам двухдневного совещания израильско-кенийской торговой комиссии и встречи министров экономики и торговли. По состоянию на 2022 года Кения является четвёртым по величине торговым партнёром Израиля среди стран южнее Сахары. Торговый оборот между странами составляет $ 55 млн, из которых $ 43 млн приходятся на экспорт израильской продукции.

## Кенийцы в Израиле
Одной из самых известных кениек в Изреиле является Лона Чемтай Салпетер, профессиональная атлетка, участница Олимпийских игр 2016 и 2020 года от Израиля, чемпионка Европы (2018), чемпионка World Marathon Majors в Токио (2020), бронзовая медалистка Чемпионата мира по легкой атлетике (марафонский бег) в Орегоне (2022).